# Amt Olpe
Das Amt Olpe war ein Amt im Kreis Olpe in der Provinz Westfalen und in Nordrhein-Westfalen. Im Rahmen der nordrhein-westfälischen Gebietsreform wurde das Amt zum 1. Juli 1969 aufgelöst. Ein Amt Olpe mit ähnlichem Gebietsumfang existierte auch schon seit 1807 im seinerzeit zu Hessen-Darmstadt gehörenden Herzogtum Westfalen.

## Geschichte
1807 entstand erstmals ein Amt Olpe in der hessen-darmstädtischen Provinz Westfalen durch den Zusammenschluss der Gerichte Olpe, Drolshagen und Wenden. Deren Gebiet hatte vorher das Amt Waldenburg gebildet. Erster Amtmann war Johann Josef von Stockhausen. 1815 lässt sich Josef Zeppenfeld als Amtmann nachweisen. 1816 ging das Amt zusammen mit dem Herzogtum Westfalen an Preußen über. Schon ein Jahr später ging das Amt im neugegründeten Kreis Bilstein auf, der zwei Jahre später in Kreis Olpe umbenannt wurde. Das Amt bestand zunächst als Justizamt fort.
Für Verwaltungszwecke wurde im Kreis Olpe in den 1820er Jahren die Bürgermeisterei Olpe eingerichtet.
Im Rahmen der Einführung der Landgemeindeordnung für die Provinz Westfalen wurde 1843 im Kreis Olpe aus der Bürgermeisterei Olpe das Amt Olpe gebildet, anfänglich bestehend aus der Stadt Olpe, die zu dem Zeitpunkt noch eine Titularstadt war sowie den Gemeinden Kleusheim, Olpe-Land und Rhode.
Die Stadt Olpe schied im Jahr 1858 mit Annahme der neuen Städteordnung aus dem Amt aus und blieb seitdem amtsfrei.
Im Jahr 1961 hatte das Amt Olpe mit seinen drei Gemeinden Kleusheim, Olpe-Land und Rhode bei einer Fläche von 62,66 Quadratkilometern 5540 Einwohner.
Zum 1. Juli 1969 wurde das Amt Olpe durch das Gesetz zur Neugliederung des Landkreises Olpe aufgelöst. Die drei Gemeinden des Amtes wurden in die neue Stadt Olpe eingegliedert, die auch Rechtsnachfolgerin des Amtes ist.

## Einwohnerentwicklung
| Jahr | Einwohner | Quelle |
| ---- | --------- | ------ |
| 1871 | 2925      | [ 8 ]  |
| 1885 | 2972      | [ 9 ]  |
| 1895 | 3063      | [ 10 ] |
| 1910 | 3491      | [ 11 ] |
| 1933 | 4258      | [ 12 ] |
| 1939 | 4322      | [ 12 ] |
| 1950 | 5251      | [ 13 ] |
| 1961 | 5540      |        |